# Charles-Auguste Corbineau
Auguste Charles Corbineau, plus connu comme Charles-Auguste Corbineau, né le 25 décembre 1835 à Saumur en Maine-et-Loire et mort le 20 mars 1901 à Paris, est un peintre français.

## Biographie

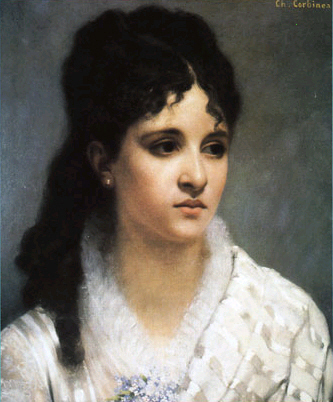
Portrait de la compositrice Mel Bonis, 1885.

Charles-Auguste Corbineau est né le 25 décembre 1835 d'Auguste Corbineau (1813-1844), tourneur en os, et de Joséphine Leroy (1812-1880), couturière.
Il fait ses études de peinture auprès d'Ernest Hébert.
Il est exposé au salon de 1876.
Il a notamment peint un portrait de Pierre-Joseph Proudhon, mais aussi un portrait de la compositrice Mel Bonis.